# Большой Ачех
Большой Ачех (индон. Aceh Besar) — округ в провинции Ачех. Округ окружает муниципалитет Банда-Ачех (столицу провинции), Административный центр — город Джантхо.

## История
В результате цунами, пришедшего в 2004 году после землетрясения в Индийском океане, изменил свою форму находящийся в районе Лхоонг остров Руса. Этот остров имеет важное значение, так как является крайней северо-западной точкой Индонезии и именно от него отсчитываются в этом направлении морские границы.

## Население
Согласно переписи 2008 года, на территории округа проживало 310 811 человек.

## Экономика
Экономика округа основана на выращивании гвоздики, мускатного ореха, риса и производстве пальмового масла.

## Административное деление
Округ Большой Ачех делится на следующие районы:
- Байтуссалам
- Бланг-Бинтанг
- Дарул-Имарах
- Даруссалам
- Индрапури
- Ингин-Джая
- Кота-Джантхо
- Круенг-Барона-Джая
- Кута-Баро
- Кута-Гот-Глие
- Кута-Малака
- Лембах-Сеулавах
- Леупунг
- Лхонга
- Лхоонг
- Месджид-Рая
- Монтасик
- Пеукан-Бада
- Пуло-Ачех
- Меулимеум
- Симпанг-Тига
- Сука-Макмур